# Darren Rafferty
Darren Rafferty (* 1. Juli 2003) ist ein irischer Radrennfahrer.

## Sportlicher Werdegang
Seine Wurzeln im Radsport hat Rafferty im Cyclocross und im Cross-Country, noch 2020 wurde er Irischer Junioren-Meister im Cyclocross. Auf der Straße machte er als Junior durch seine Fähigkeiten im Einzelzeitfahren auf sich aufmerksam: 2020 und 2021 wurde er jeweils Irischer Meister im Einzelzeitfahren, 2021 zusätzlich auch im Straßenrennen. Bei den UEC-Straßen-Europameisterschaften 2021 belegte er den vierten Platz, beim Chrono des Nations wurde er Zweiter.
Mit dem Wechsel in die U23 wurde Rafferty zur Saison 2022 Mitglied im UCI Continental Team Hagens Berman Axeon. Im selben Jahr wurde er erneut nationaler Meister im Einzelzeitfahren, jetzt in der U23. Auf internationaler Ebene entschied er das U23-Rennen der Strade Bianche für sich. In der Saison 2023 folgten der Gesamtsieg bei beim Giro della Valle d’Aosta sowie der zweite Gesamtrang beim Giro Next Gen.
Nach seinen Erfolgen erhielt Rafferty zur Saison 2024 einen Profivertrag beim UCI WorldTeam EF Education-EasyPost. Zum Anfang der Saison belegte er im Einzelzeitfahren des Gran Camiño den zweiten Platz, bei der anschließenden Trofeo Laigueglia wurde er Sechster. Im Juni wurde er im Einzelzeitfahren erstmals irischer Meister in der Elite.

## Erfolge
2020
- Irischer Meister – Einzelzeitfahren (Junioren)

2021
- Irischer Meister – Straßenrennen und Einzelzeitfahren (Junioren)

2022
- Strade Bianche di Romagna (U23)
- Irischer Meister – Einzelzeitfahren (U23)

2024
- Irischer Meister – Straßenrennen

## Grand-Tour-Platzierungen
| Grand Tour            | 2024 |
| --------------------- | ---- |
| Giro d’ItaliaGiro     | –    |
| Tour de FranceTour    | –    |
| Vuelta a EspañaVuelta | 75   |